# Kornel Divald
Kornel Divald (21. května 1872, Prešov – 24. března 1931, Budapešť) byl spisovatel, historik umění a fotograf. Používal také pseudonymy Tarczai György a Cornelius.

## Život
Kornel Divald se narodil v rodině fotografa a vydavatele Karola Divalda (1830–1897) a Barbory, roz. Steinhüblové. Jeho bratry byli Karol Divald ml., Ľudovít a Adolf.
Po maturitě v Prešově studoval na Lékařské fakultě, potom na Filozofické fakultě univerzity v Budapešti, obor dějiny umění. Působil na Hlavním památkovém úřadě, potom jako inspektor muzeí a knihoven, později jako kustod a nakonec ředitel Národního muzea v Budapešti.
Od roku 1911 byl členem korespondentem Maďarské akademie věd. Byl zakladatelem muzea v Banské Bystrici (dnes Stredoslovenské múzeum); scenáristou a realizátorem první muzeální expozice v Banské Bystrici (1909); autorem prvního průvodce po banskobystrickém muzeu (Budapešť, roku 1909) a práce Staré zlatnícke diela v banskobystrických, kremnických a štiavnických evanjelický kostoloch (Budapešť, roku 1911). Byl agilním památkářem, historikem výtvarného umění, autorem próz většinou s historicko-uměleckou tematikou. Divald je autorem publikací a článků v odborných časopisech o uherském středověku, o dějinách renesanční architektury na Slovensku, dějin uměleckých řemesel a uměleckého průmyslu, zvláště keramiky, zlatnictví a textilu. Podílel se i na tvorbě maďarského „Pallasova velkého lexikonu“.
V letech 1900 až 1919, chodíc po župách Spiš (1903–1906), Šariš (1903–1905), Hont (1909–1910), Tekov (1909–1910), Liptov (1907), Orava (1907), Zvolen (1908), Turiec (1912), Trenčín (1912), Gemer (1913) a znovu Šariš (1915–1918), systematicky zpracovával a na fotografiích zaznamenával historické stavby a jejich interiéry, oltáře, liturgické předměty a textilie, ale i lid v krojích; mnohé z nich poprvé, některé i jedinkrát. Své vzpomínky z těchto cest popsal v knize Felvidéki séták, která vyšla v roce 1925, ale jeho rukopisné záznamy a fotografie, rozšířené o publikované články, vyšly tiskem až v roce 1999 pod názvem A „szentek fuvarosa“. Divald Kornél felső-magyarországi topográfiája és fényképei, 1900 – 1919 (Povozník svatých. Topografie a fotografie Kornela Divalda z Horního Uherska, 1909 – 1919).
V roce 1931 vyšla ve vydavatelství Oxford University Press London jeho kniha Old Hungarian Art, která se věnuje výtvarné kultuře na území Uherska od prehistorických dob do 19. století.